# LOVE is BEST
『LOVE is BEST』（ラヴ・イズ・ベスト）は大塚愛の2枚目のベストアルバム。2009年11月11日にavex traxよりリリースされた。

## 概要
- 今作は彼女の楽曲の中から、「現在進行形のラヴソング」だけを選んだラヴソング・ベストアルバム。
- ベストアルバムとしては2007年発売の『愛 am BEST』以来、2枚目の発売となる。収録曲には『愛 am BEST』と重複しているものもあるが、ほぼシングルのカップリング曲で構成し今作でアルバム初収録曲もあることから「アナザー・サイドベスト (裏ベスト)」的な内容ともいえる。
- CDのみとCD+DVDの2形態で発売。初回盤のみデジパック、ピクチャーレーベル仕様。初回封入特典は「ラブ アイズ」（メガネ）が付属。目の部分の絵は花村えい子画。
- ジャケット及び「Is」のプロモーションビデオはアートディレクター・森本千絵が担当。
- 2009年11月23日付のオリコン週間アルバムチャートで1位を獲得。同チャート1位を獲得するのは、2007年の『LOVE PiECE』以来約2年1ヶ月半ぶりとなる。

## 収録曲

### Disc1: CD
| 全作詞・作曲: 愛。 |                                           |           |            |                                      |      |
| #                  | タイトル                                  | 作詞      | 作曲・編曲 | 編曲                                 | 時間 |
| 1.                 | 「Is」                                    | 愛        | 愛         | 愛                                   | 4:26 |
| 2.                 | 「aisu×time / 大塚 愛×SU from RIP SLYME」 | 愛        | 愛         | SU、河野伸                           | 3:41 |
| 3.                 | 「大好きだよ。」                          | 愛        | 愛         | 愛×Ikoman                            | 4:44 |
| 4.                 | 「チケット」                              | 愛        | 愛         | 愛×Ikoman / 弦編曲: 岡村美央         | 4:29 |
| 5.                 | 「君フェチ」                              | 愛        | 愛         | 愛×Ikoman、原田アツシ                | 4:20 |
| 6.                 | 「HEART」                                 | 愛        | 愛         | 愛×Ikoman                            | 4:51 |
| 7.                 | 「ふたつ星記念日 〜新婚日和〜」           | 愛        | 愛         | 笹路正徳                             | 4:33 |
| 8.                 | 「さくらんぼ」                            | 愛        | 愛         | 愛×Ikoman / 金管楽器編曲: 水江洋一郎 | 3:54 |
| 9.                 | 「Strawberry Jam」                        | 愛        | 愛         | 愛×Ikoman                            | 4:19 |
| 10.                | 「drop.」                                 | 愛        | 愛         | 愛×Ikoman                            | 4:26 |
| 11.                | 「甘えんぼ 〜Wedding〜」                  | 愛        | 愛         | 愛×Ikoman                            | 4:35 |
| 12.                | 「キミにカエル。」                        | 愛        | 愛         | 愛×Ikoman                            | 5:19 |
| 13.                | 「甘い気持ちまるかじり」                  | 愛        | 愛         | 愛×Ikoman                            | 4:18 |
| 14.                | 「恋愛写真 -春-」                         | 愛        | 愛         | 愛×Ikoman                            | 5:04 |
| 15.                | 「ポケット 〜Last Love Letter〜」         | 愛        | 愛         | 愛×Ikoman                            | 5:56 |
| 合計時間:          | 合計時間:                                 | 合計時間: | 68:55      |                                      |      |

### Disc2: DVD（初回限定盤のみ）
| #  | タイトル | 作詞 | 作曲・編曲 |
| -- | --- | ---- | ---------- |
| 1. | 「Is」 |      |            |
| 2. | 「aisu×Time（大塚 愛×SU from RIP SLYME）」 |      |            |
| 3. | 「大好きだよ。」 |      |            |
| 4. | 「HEART」 |      |            |
| 5. | 「さくらんぼ」 |      |            |
| 6. | 「甘えんぼ 〜Wedding〜」(ミュージック・ビデオは当時のオリジナルを使用し、音源はWeddingのリアレンジバージョンで収録している。オリジナル音源ではフェード・アウトで終わる為、リアレンジバージョンも上述のオリジナル音源と同様にフェード・アウトされている。) |      |            |

### 楽曲解説
1. Is
新曲。読み方は「アイズ」で、テーマは「恋してキレイになる」。
イオントップバリュ「HEATFACT」CMソング
エムティーアイ「music.jp」CMソング
タイトルは「合図」「eyes」、そして色んな自分という意味合いでの「愛s」のトリプルミーニングである。
本曲で第60回NHK紅白歌合戦に出場。2年連続でアルバム曲での紅白出場となった。
2. aisu×time
新曲。自身初となるコラボレーション曲。
17thシングル「ロケットスニーカー／One×Time」の2曲目「One×Time」が原曲。
エムティーアイ「ルナルナ 女性の医学」CMソング
3. 大好きだよ。
6thシングル
4. チケット(4:29)
16thシングル「ポケット」c/w。アルバム初収録
日本生命「みらいサポート」TV-CFソング（'09.10月よりオンエアー）
5. 君フェチ
5thアルバム『LOVE LETTER』収録曲
6. HEART
15thシングル「PEACH／HEART」の2曲目。
7. ふたつ星記念日 〜新婚日和〜
2ndアルバム『LOVE JAM』収録曲のリアレンジバージョン。
8. さくらんぼ
2ndシングル
9. Strawberry Jam
2ndアルバム『LOVE JAM』収録曲
10. drop.
10thシングル「プラネタリウム」c/w。アルバム初収録
11. 甘えんぼ 〜Wedding〜
3rdシングル「甘えんぼ」のリアレンジバージョン。
12. キミにカエル。
14thシングル「CHU-LIP」c/w。アルバム初収録
13. 甘い気持ちまるかじり
11thシングル「フレンジャー」c/w。アルバム初収録
14. 恋愛写真 -春-
13thシングル「恋愛写真」の別バージョン。15thシングル「PEACH／HEART」c/w。アルバム初収録
15. ポケット 〜Last Love Letter〜
16thシングル「ポケット」のリアレンジバージョン。